# Magyarország a 2007-es atlétikai világbajnokságon
Magyarország a japán Oszakában megrendezett 2007-es atlétikai világbajnokság egyik részt vevő nemzete volt. Az ország a világbajnokságon 11 sportolóval képviseltette magát. Érmet nem sikerült nyerni.

## Eredmények

### Férfi
| Versenyző     | Versenyszám     | Döntő    | Döntő    |
| Versenyző     | Versenyszám     | Idő      | Helyezés |
| ------------- | --------------- | -------- | -------- |
| Czukor Zoltán | 50 km gyaloglás | kizárták | kizárták |

| Versenyző      | Versenyszám   | Selejtező | Selejtező | Döntő    | Döntő    |
| Versenyző      | Versenyszám   | Eredmény  | Helyezés  | Eredmény | Helyezés |
| -------------- | ------------- | --------- | --------- | -------- | -------- |
| Kürthy Lajos   | Súlylökés     | 17,56 m   | 36.       | kiesett  | kiesett  |
| Kővágó Zoltán  | Diszkoszvetés | 65,71 m   | 5.        | 63,04 m  | 9.       |
| Máté Gábor     | Diszkoszvetés | 65,13 m   | 6.        | 64,71 m  | 5.       |
| Pars Krisztián | Kalapácsvetés | 79,11 m   | 4.        | 80,93 m  | 5.       |
| Olteán Csongor | Gerelyhajítás | 64,44 m   | 35.       | kiesett  | kiesett  |

| Versenyző        | Versenyszám | 100 m | 100 m | Távolugrás | Távolugrás | Súlylökés | Súlylökés | Magasugrás | Magasugrás | 400 m | 400 m | 110 m gát | 110 m gát | Diszkoszvetés | Diszkoszvetés | Rúdugrás | Rúdugrás | Gerelyhajítás | Gerelyhajítás | 1500 m  | 1500 m | Végeredmény | Végeredmény |
| Versenyző        | Versenyszám | Idő   | Pont  | Eredmény   | Pont       | Eredmény  | Pont      | Eredmény   | Pont       | Idő   | Pont  | Idő       | Pont      | Eredmény      | Pont          | Eredmény | Pont     | Eredmény      | Pont          | Idő     | Pont   | Pont        | Helyezés    |
| ---------------- | ----------- | ----- | ----- | ---------- | ---------- | --------- | --------- | ---------- | ---------- | ----- | ----- | --------- | --------- | ------------- | ------------- | -------- | -------- | ------------- | ------------- | ------- | ------ | ----------- | ----------- |
| Zsivoczky Attila | Tízpróba    | 14,44 | 765   | 700        | 814        | 15,13     | 798       | 209        | 887        | 50,58 | 788   | 14,82     | 871       | 46,80         | 804           | 480      | 849      | 59,63         | 732           | 4:35,55 | 709    | 8017        | 12.         |

### Női
| Versenyző       | Versenyszám | Előfutam | Előfutam | Előfutam | Elődöntő | Elődöntő | Elődöntő | Döntő   | Döntő    |
| Versenyző       | Versenyszám | Idő      | Hely.    | Össz.    | Idő      | Hely.    | Össz.    | Idő     | Helyezés |
| --------------- | ----------- | -------- | -------- | -------- | -------- | -------- | -------- | ------- | -------- |
| Petráhn Barbara | 400 m       | 51,86    | 3.       | 19.      | 52,12    | 7.       | 22.      | kiesett | kiesett  |
| Vári Edit       | 100 m gát   | 13,26    | 7.       | 29.      | kiesett  | kiesett  | kiesett  | kiesett | kiesett  |

| Versenyző     | Versenyszám   | Selejtező | Selejtező | Döntő    | Döntő    |
| Versenyző     | Versenyszám   | Eredmény  | Helyezés  | Eredmény | Helyezés |
| ------------- | ------------- | --------- | --------- | -------- | -------- |
| Győrffy Dóra  | Magasugrás    | 188 cm    | 20.       | kiesett  | kiesett  |
| Divós Katalin | Kalapácsvetés | 59,45 m   | 36.       | kiesett  | kiesett  |